# Cyphopterum obtusatum
Cyphopterum obtusatum är en insektsart som beskrevs av Melichar 1923. Cyphopterum obtusatum ingår i släktet Cyphopterum och familjen Flatidae. Inga underarter finns listade i Catalogue of Life.